# 상설고문진보대전전집 권7~8
≪상설고문진보대전전집 권7~8≫은 송(宋)의 황견(黃堅)이 편찬한 것으로, 조선조 서당에서 고문의 연변(演變)과 체법(體法)을 익히기 위하여 교재로 쓰던 시문선집 20 권10책이다.
이 책은 전국시대(戰國時代)부터 송나라에 이르기까지 시문을 전집·후집으로 나누어 수록하였다. 전집은 시로 권학문(勸學文)을 비롯하여 고시를 주로 수록하였고, 후집은 산문체로 17체의 명문을 실었다. 그중 전집 권7에는 장단구, 권8에는 가류(歌類)가 실려 있으며, 22장 이후는 결장이다.
이 책은 문종 즉위년(1450) 안평대군 용(瑢)의 글씨를 바탕글자로 삼아, 동으로 주성한 활자인 경오자(庚午字)로 찍은 것이다. 판식은 사주단변(四周單邊), 유계(有界), 반엽(半葉) 9행 15자, 주쌍행(註雙行), 내향흑어미(內向黑魚尾)이며, 판심제(板心題)는 ‘眞寶大全(진보대전)’이다. 이 책의 활자는 안평대군이 세조의 찬탈을 반대하다 사사된 뒤 바로 녹여 을해자(乙亥字)를 주조하였기 때문에 그 인본이 매우 희귀하다.